# Хуту (река)

Тумнин с притоком Хуту.

Хуту — река в Хабаровском крае России, правый приток (самый большой) реки Тумнин. Длина — 196 км, площадь бассейна — 6860 км². Берёт начало на центральном хребте Сихоте-Алинь, на южном склоне горы Быгда.
Впадает в р. Тумнин в 44 км от устья.

## Описание
Река берёт своё начало на центральном водораздельном хребте Сихоте-Алинь, на южном склоне горы Быгда — высота вершины сопки 1408 метров, высотность истока реки более 1100 метров. На всём течении — типичная горная река. Растительность по берегам — светлохвойная лиственничная тайга и смешанный лес. Вблизи устья, в пойме реки Тумнин, местность частично заболочена, а река Хуту разливается в озеро (до полутора километров в длину и около полукилометра в ширину). В устье реки расположен закрытый нежилой посёлок Хуту (Распоряжение Правительства РФ от 14 декабря 2006 г. Т 1729-р), руины в/ч 3519, и действующий ж/д разъезд Хуту Дальневосточной железной дороги. Через реку построен единственный мост (железнодорожный), в непосредственной близости от ж/д разъезда Хуту.
Основной приток Хуту — река Бута (правый, длина 80 км, площадь 2460 км²). Остальные притоки Хуту относятся к малым рекам и ручьям.
Питание реки смешанное, с преобладанием дождевого. Дальневосточный тип водного режима. Весеннее половодье проходит с середины апреля по начало июня; позже начинается летне-осеннее дождевое половодье, осложнённое паводками; зимняя межень низкая. Река замерзает в середине ноября, вскрывается ото льда в конце апреля — начале мая, на отдельных участках перемерзает до дна. Вода прозрачная и чистая.
Река богата рыбой, водится: хариус, таймень, голец, мальма, кунджа, виды лососёвых — кета, сима, горбуша. При впадении реки Хуту в Тумнин встречается сахалинский осётр.
Река Хуту используется для туризма, сплавов и рыболовства. В месте слияния р. Хуту и р. Хича имеются охотничьи домики.

## Притоки
Объекты перечислены по порядку от устья к истоку.
- 3,8 км: Гадуа[4] (лв)
- 7,1 км: Хича[4] (пр)
- 22 км: Туба-Мамса[4] (Тубу[3]) (лв)
- 23 км: Суакта[4] (лв)
- 36 км: Уктука[4] (пр)
- 61 км: Пагича[5] (пр)
- 69 км: Пахи[5] (пр)
- 70 км: Бута[5] (пр)
- 75 км: Судулюнэ[4] (пр)
- 87 км: Лука[4](Луга[3]) (пр)
- 88 км: Верхняя Саксо[4] (лв)
- 93 км: Геони[4] (лв)
- 93 км: Пинда[4] (пр)
- 102 км: Гумамза[4] (лв)
- 115 км: Буги[4] (пр)
- 116 км: Согно[4](Сонно[3]) (пр)
- 121 км: Намункса[4] (лв)
- 127 км: Сагды-Бяка[4](Сачоы-бяка[3]) (лв)
- 133 км: Глухариный[6](река без названия[3]) (лв)
- 138 км: Длинный[6](река без названия[3]) (пр)
- 140 км: Холодный[6](река без названия[3]) (пр)
- 145 км: Дейака[6] (лв)
- 146 км: Утэ[6] (пр)
- 152 км: Бункса[6] (пр)
- 156 км: Голубая[6] (пр)
- 162 км: Глубокая[6](река без названия[3]) (пр)
- 167 км: Пуяки[6](река без названия[3]) (лв)